# Wassili Iwanowitsch Wlassenko
Wassili Iwanowitsch Wlassenko (russisch Василий Иванович Власенко, engl. Transkription Vasiliy Vlasenko; * 10. Januar 1928; † 5. August 2020) war ein sowjetischer Hindernisläufer.
Über 3000 m Hindernis siegte er bei den Weltfestspielen der Jugend und Studenten 1955. Am 18. August 1955 stellte er in Moskau mit 8:45,4 min einen Weltrekord auf.
Bei den Olympischen Spielen 1956 in Melbourne schied er im Vorlauf aus.
Seine persönliche Bestzeit von 8:43,2 min erzielte er am 21. Juli 1958 in Tallinn.